# سرزمین من (آلبوم)
 سرزمین من نام اولین آلبوم موسیقی داود سرخوش، هنرمند افغانستانی‌است که در سال ۱۹۹۸ در پاکستان ضبط و پخش شد و توانست معروفیت فراوانی را برای داوود سرخوش به دست بیاورد. سبک ترانه‌های این آلبوم سنتی و ترانه‌های آن به موضوعات جنگ،وغربت اشاره دارد. آهنگ های این آلبوم توسط هنرمند مشهور افغانستان امیرجان صبوری ساخته شده است. این آلبوم شامل ۱۲ ترانه می‌باشد.

## فهرست آهنگ‌ها
این آلبوم شامل دوازده ترانه می‌باشد.
| ردیف | آهنگ            | مدت  |
| ۰۱   | یا مولا علی     | ۶:۳۰ |
| ۰۲   | ای زمانه        | ۶:۰۱ |
| ۰۳   | مسافر           | ۶:۰۲ |
| ۰۴   | سرزمین من       | ۵:۳۷ |
| ۰۵   | دل من شِکوه نکن  | ۶:۴۸ |
| ۰۶   | کوچسار شب       | ۶:۳۷ |
| ۰۷   | همچو من شمعی    | ۵:۰۴ |
| ۰۸   | باز دل می‌تپد    | ۴:۴۱ |
| ۰۹   | به‌ای ملکای مردم | ۴:۱۳ |
| ۱۰   | ای دل ای دل     | ۴:۴۸ |
| ۱۱   | ای مردم         | ۵:۲۶ |
| ۱۲   | جَرَ جو           | ۵:۴۰ |

## همکاران
- گیتار کلاسیک و بیس: ناصر حسین
- کیبورد: اظهر حسین
- طبل: استاد ولی
- هارمونی: حاجی حنیف
- رباب: غلام حسین جان
- درام: شاهد علی
- تنظیم صدا: یاسر احمد خان افغانی
- میکس: اشفاق حسین
- استودیو: شاداب استودیو کراچی پاکستان
- ترانه و کمپوز: استاد امیر جان صبوری